# Batalla de Bassignana (1799)
En la batalla de Bassignana (12 de mayo de 1799) un cuerpo imperial ruso dirigido por Andréi Rosenberg intentaba establecer una cabeza de puente en la orilla sur del río Po en presencia de un ejército francés al mando de Jean Victor Marie Moreau. Los franceses rápidamente reunieron una fuerza superior y atacaron. Después de varias horas de duros combates, los rusos abandonaron su posición con graves pérdidas. Esta acción de la Guerra de la Segunda Coalición ocurrió cerca de la ciudad de Bassignana, ubicada en el ángulo entre los ríos Po y Tanaro, a unos 19 kilómetros al noreste de Alessandria.
Una serie de victorias austriacas y rusas en la primavera de 1799 hizo que se retiraran los ejércitos franceses del norte y noreste de Italia. El líder de los ejércitos combinados austro-rusos, Aleksandr Suvórov, se preparó para expulsar a los ejércitos franceses del resto de Italia. Suvórov ordenó al teniente Rosenberg que se reuniera con él en la orilla sur del Po, debajo de su confluencia con el Tanaro. Probablemente desautorizado por el hijo del zar, el gran duque Constantino Pávlovich de Rusia, Rosenberg cruzó imprudentemente la confluencia con el Tanaro. Dos de las divisiones de Moreau, al mando de Paul Grenier y Claude-Victor Perrin (mariscal Victor), pronto contraatacaron y derrotaron a los rusos. La acción de Bassignana fue solo un pequeño revés para los aliados. Unos días después, Moreau lanzó un reconocimiento que resultó en la Primera Batalla de Marengo.

## Antecedentes
Al comienzo de la campaña de 1799, en la batalla de Verona el 26 de marzo, hubo un enfrentamiento entre el ejército austríaco de Paul Kray y el Ejército de Italia bajo el mando de Barthélemy Louis Joseph Schérer . El 5 de abril, Kray con 46.000 soldados derrotó a Schérer con 40.600 hombres en la Batalla de Magnano. Los austriacos sufrieron pérdidas de 4.000 hombres entre muertos y heridos, además 2.000 hombres fueron capturados. Por otro lado, los franceses perdieron 3.500 hombres entre muertos y heridos, además 18 cañones, siete estandartes y 4.500 hombres fueron capturados. Schérer añadió 6.600 hombres a la guarnición de Mantua y comenzó a retirarse. El asedio de Mantua duró hasta finales de julio, pero otras guarniciones más pequeñas que Schérer dejó atrás se vieron rápidamente obligadas a rendirse. Después perder hombres en las guarniciones y las derrotas en batalla, el Ejército de Italia tenía solo 28.000 hombres disponibles. Desde de que el comandante del ejército fue descendido de rango, los franceses estaban completamente desmoralizados. Para empeorar las cosas, Aleksandr Suvórov llegó con 24.551 soldados rusos y asumió el mando del ejército combinado austro-ruso.

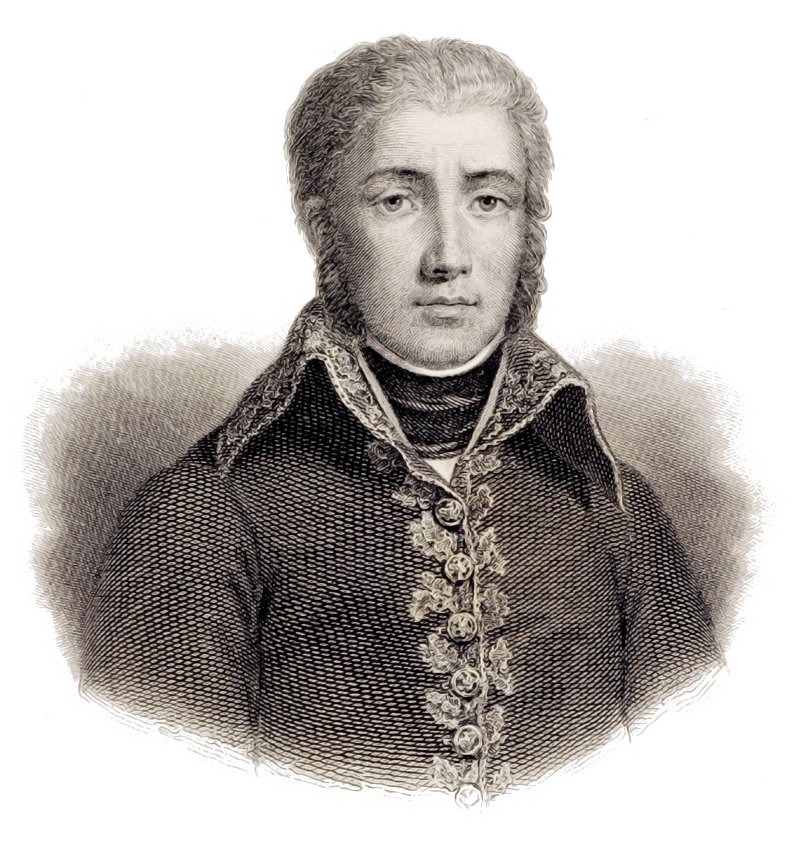
Jean Victor Moreau

Schérer presentó su dimisión, la cual fue aceptada por el gobierno francés y entregó el mando del ejército a Jean Victor Marie Moreau el 26 de abril de 1799. Al día siguiente, Suvórov atacó y ganó la batalla de Cassano. Moreau admitió haber sufrido 2.542 bajas y se vio obligado a retirarse. Jean-Mathieu-Philibert Sérurier y 2.400 hombres de su división fueron aislados y obligados a rendirse esa noche. Moreau con la división de Paul Grenier se retiró al oeste hasta Turín, luego cruzó a la orilla sur del río Po y marchó hacia el este de nuevo. La división de Claude-Victor Perrin (mariscal Victor) cruzó el Po en Casale Monferrato y se estableció cerca de la ciudad fortaleza de Alessandria. Cuando Grenier se unió a Victor en ese lugar el 7 de mayo, Moreau tenía un ejército de 20.000 soldados.
El 6 de mayo de 1799, el ala izquierda de Suvórov cruzó el Po en Piacenza y se movió al suroeste hacia Bobbio, mientras que su cuerpo principal cruzó más al oeste. El 7 de mayo, un cuerpo austríaco de 13.865 hombres estaba en Castel San Giovanni mientras que Piotr Bagratión con la vanguardia rusa de 5.862 hombres estaba en Voghera, ambos en la orilla sur del Po. Rosenberg con 10.571 soldados estaba en Dorno y con una vanguardia de 3.075 hombres en Lomello, ambos en la orilla norte. Josef Philipp Vukassovich y 5.100 austriacos estaban más al oeste, también en la orilla norte. Ese mismo día llegó el gran duque Constantino con el ejército, sediento de acción. El 9 de mayo, el Jefe de Estado Mayor de Suvórov, el austriaco Johann Gabriel Chasteler de Courcelles y dos batallones expulsaron a los franceses de la ciudad de Tortona, aunque no de su ciudadela. Queriendo concentrar su ejército en la orilla sur, Suvórov dio órdenes a Rosenberg de cruzar el Po en Alluvioni Cambiò, es decir, abajo de la confluencia de los ríos Po y Tanaro.

## Batalla

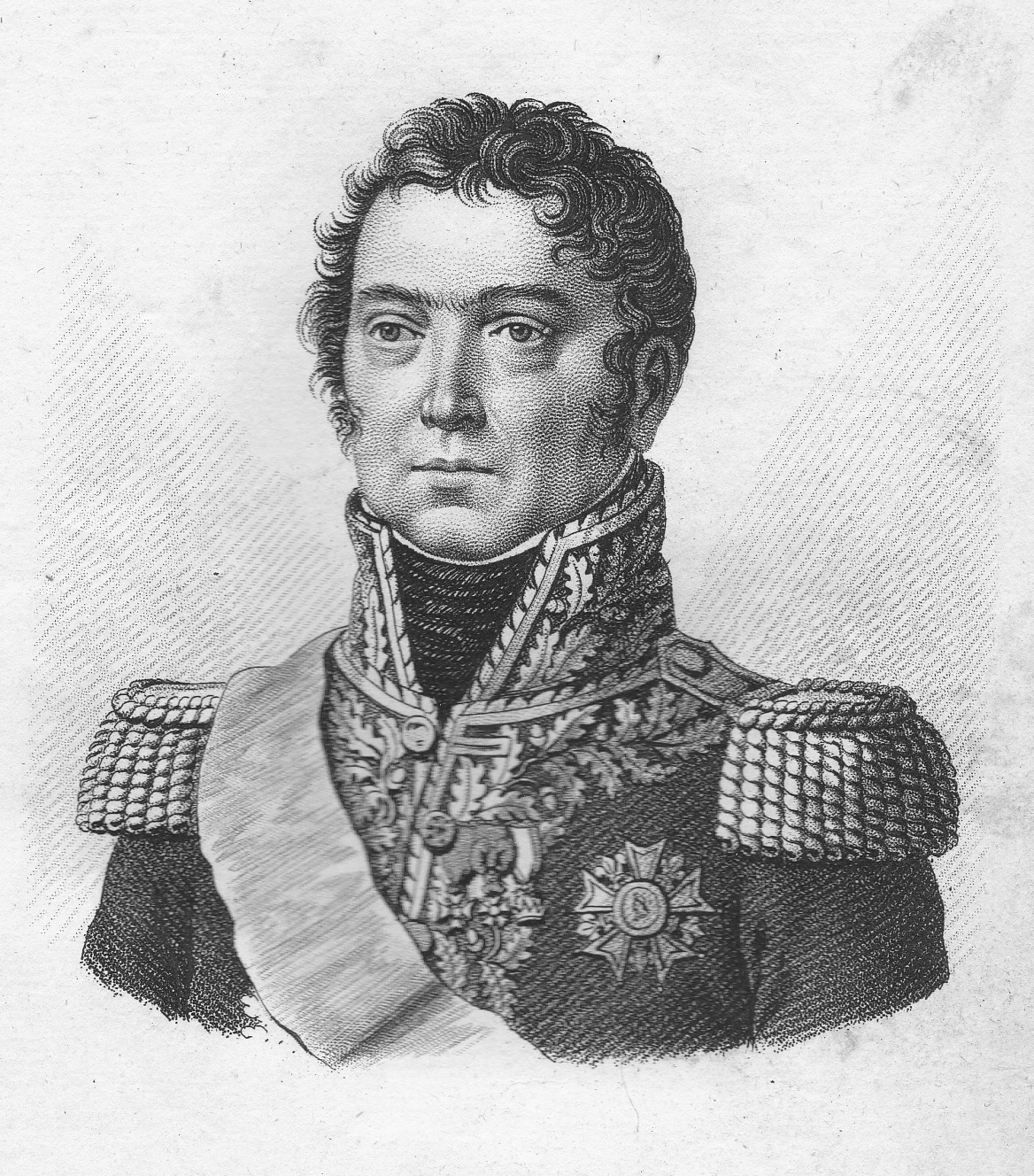
Paul Grenier

En lugar de seguir las órdenes, Rosenberg envió a sus tropas a través del Po cerca de Bassignana, que estaba río arriba de donde el Tanaro desembocaba en el Po. Es casi seguro que el gran duque Constantino fue el responsable de ordenar a Rosenberg que ignorara las instrucciones de Suvórov. En un principio, los aliados creían que Valenza estaba desocupada, por lo que el 8 de mayo idearon un plan para cruzar el Po. Sin embargo, el 10 de mayo descubrieron que Valenza estaba en manos de los franceses. Mientras tanto, Nikolái Andréievich Chubárov exploró la isla de Mugarone en el río Po y consideró que era un lugar adecuado para cruzar. Chubárov instaló un puente volador desde la orilla norte hasta la isla. Un cable conectaba la orilla con la isla para que un ferry pudiera transportar a través del canal. Los preparativos rusos eran tan obvios que Moreau creyó que era una finta y no un ataque real. Ordenó a Grenier que dejara algunos puestos de avanzada y marchara con su división hacia el sur, hasta Alessandria, para hacer frente a la creciente amenaza de Suvórov en el este.

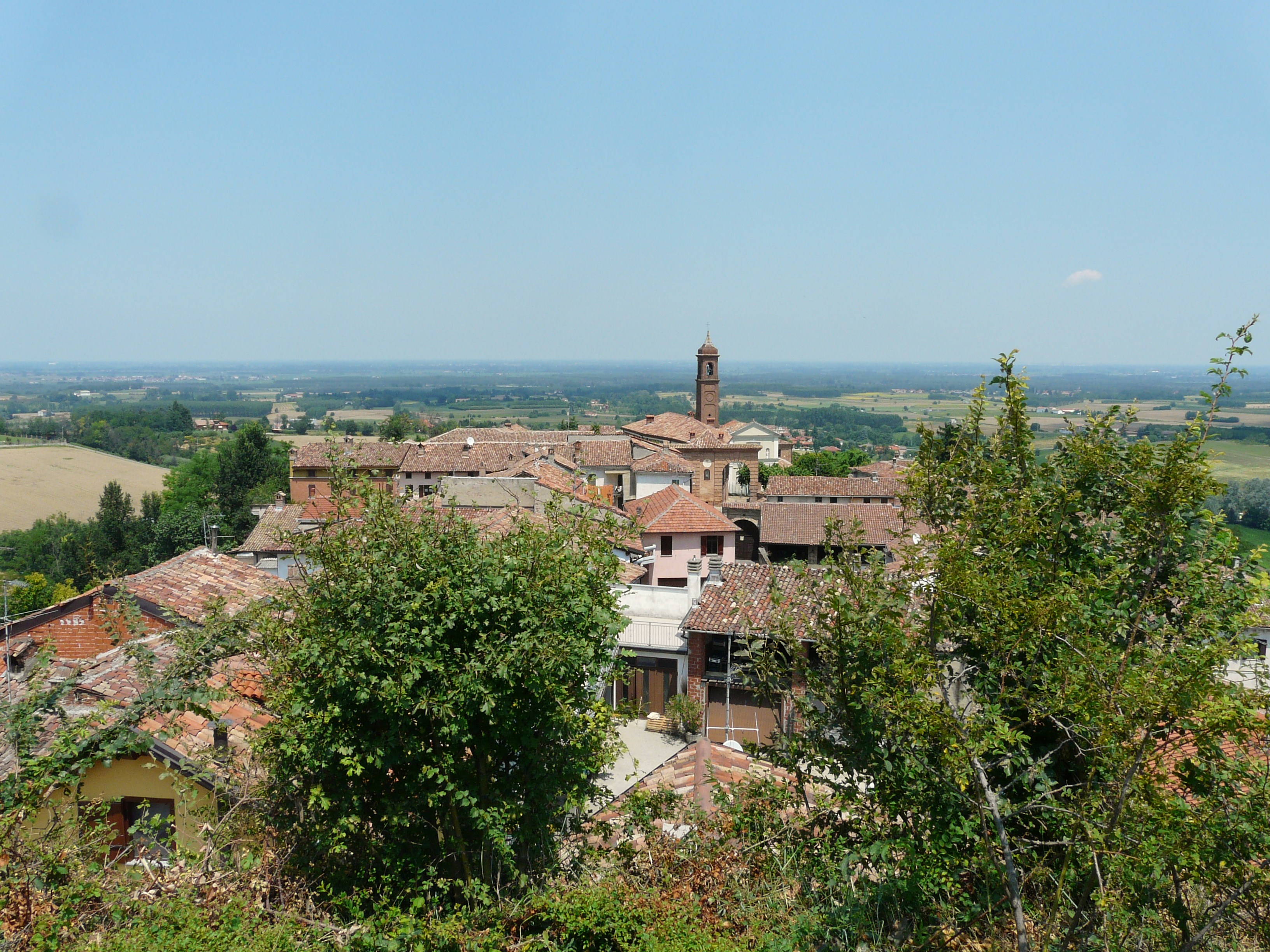
Pecetto di Valenza ocupa tierras más altas que los campos aledaños, tal como se ve en la fotografía.

En la noche del 11 de mayo de 1799, Rosenberg envió a 4.000 rusos a la isla. Cruzando en el ferry estaban tres batallones de granaderos, tres compañías jäger y el Regimiento de cosacos de Semérnikov. Iván Ivánovich Dahlheim con dos batallones de infantería cruzaron en pequeñas embarcaciones. Los rusos esperaron en la isla hasta el amanecer. En la mañana del 12 de mayo, los rusos cruzaron a través de dos vados que les indicaron los lugareños, los cuales tenían una profundidad tal que les cubría hasta hombros. El gran duque Constantino cruzó temprano y lideró a las tropas mientras se alejaban de los puestos de avanzada de Grenier. Los residentes de Bassignana dieron la bienvenida a los rusos y cortaron el "Árbol de la Libertad" que los franceses habían plantado en su ciudad. Para este momento, Rosenberg comenzó a transferir más tropas desde la orilla norte a la isla. Los rusos en la orilla sur se movieron hacia el suroeste pasando la aldea de Pellizzari y comenzaron a encontrar resistencia francesa en la aldea de Pecetto di Valenza.
Hay dos versiones diferentes de lo que sucedió después. La primera fuente indica que los franceses apostados en Pecetto y el Brico (colina) di San Antonio en el norte ahuyentaron a la ola inicial de cosacos. La infantería rusa llegó temprano en la tarde y a las 4:15 p. m. desalojaron a los franceses de Pecetto. En algún momento antes de esto, Moreau fue alertado por esta amenaza inesperada. Ordenó a la división de Grenier que volviera para repeler a los rusos y envió a Gaspard Amédée Gardanne con su reserva. También ordenó a la división de Victor que entre en la escena. Cuando la división de Grenier avanzó, pronto recapturó Pecetto. Chubárov intentó valientemente reunir a sus tropas para contener a los franceses.

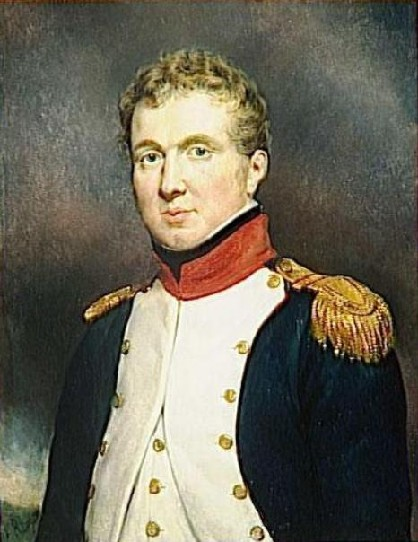
Claude-Victor Perrin (mariscal Victor)

La segunda fuente afirma que Moreau, que estaba en Valenza, ordenó a los puestos de Bassignana que retrocedieran hasta la línea principal de Grenier. Chubárov avanzó con los cosacos y 2.500 infantes en tres batallones y medio. Grenier desplegó su división mirando hacia el este con Valenza a su izquierda. Su línea incluía el terreno elevado de la sierra de San Antonio y Pecetto. Colocó a la brigada de Louis Gareau a la izquierda y a la brigada de François Jean Baptiste Quesnel a la derecha. La reserva de Gardanne estaba a la derecha de Quesnel. Moreau le ordenó a Victor que marchara rápidamente al campo de batalla desde el sur. A partir de la 1:00 p. m., los rusos liderados por Constantino atacaron a la brigada de Quesnel en Pecetto, pero fueron rechazados constantemente. Cuando las columnas de Victor empezaron a aparecer en las colinas del sur, los rusos se pusieron nerviosos y empezaron a retirarse.
En este momento, hizo aparición un oficial de Estado Mayor de Suvórov con una orden del comandante del ejército. Decía: "El conde le ha ordenado que envíe un mensajero para informarle si realmente está cruzando para unirse a nosotros. Hemos abandonado por completo el proyecto de tomar Valenza… Traiga tantas tropas como pueda y únase a nosotros aquí, y basta con dejar piquetes y puestos de observación frente a Valenza ". El oficial había ordenado que no se trajeran más tropas a través del Po e instruyó a las tropas que ya estaban en la orilla sur para evacuar la cabeza de puente.

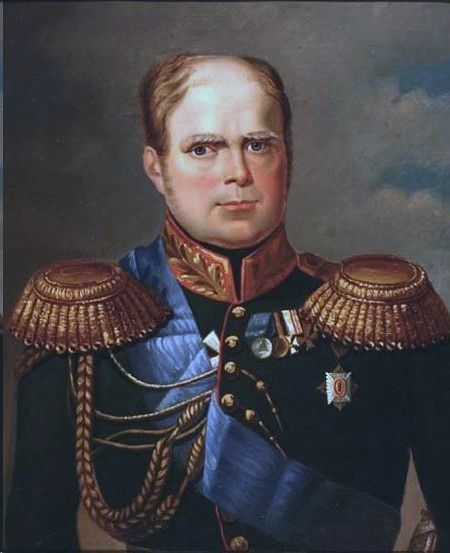
Gran Duque Constantino

Constantino se apresuró a regresar y anuló al oficial de estado mayor; ordenó a los batallones de los regimientos de Milorádovich, Schveikovski y Rosenberg y a dos compañías del regimiento de Tyrtov que se unieran a la batalla. Un observador, el coronel austríaco MacDermott escribió que la firmeza y el coraje de los soldados rusos los salvaron de ser aniquilados. Por el contrario, el capitán ruso Gryázev admitió que la retirada se convirtió en una derrota embarazosa en la que los soldados huyeron, ignorando las súplicas de sus oficiales de ponerse de pie y luchar. Mientras tanto, los residentes de Bassignana, que habían aclamado a los rusos como libertadores por la mañana, ahora se burlaban e incluso disparaban contra sus posibles salvadores que huían.
Si la división de Victor hubiera intervenido, toda la fuerza rusa pudo haber sido capturada, pero sus tropas estaban demasiado cansadas y hambrientas para dar otro paso. Para distraer a los franceses, Rosenberg ordenó a Mijaíl Semiónovich Zhúkov con dos batallones que hicieran una demostración frente a Valenza y Vukassovich para atacar Casale Monferrato. Ambas operaciones fracasaron y las tropas que llegaron a la orilla sur del Po fueron asesinadas, capturadas o expulsadas. Por la noche, los supervivientes rusos de Bassignana regresaron a la isla, en la cual se vieron incapaces de cruzar a la orilla norte. Un residente local había cortado el cable hacia la orilla norte, por lo que tomó bastante tiempo recuperar el ferry a la deriva. Una vez que se restableció el puente volante, los soldados heridos fueron transportados primero a la orilla norte y las tropas ilesas tuvieron que esperar su turno. Mientras los rusos se apiñaban impotentes en la isla, la artillería francesa comenzó a atacarlos con bote de metralla en la oscuridad. El caballo de Constantino se había caído al río, sin embargo, el gran duque se salvó cuando un cosaco nadó hacia él y lo sacó. A las 2:00 a. m., Constantino cruzó hacia la orilla norte en un bote pequeño mientras un ayudante de campo impulsaba el barco con su espontón.

## Resultado

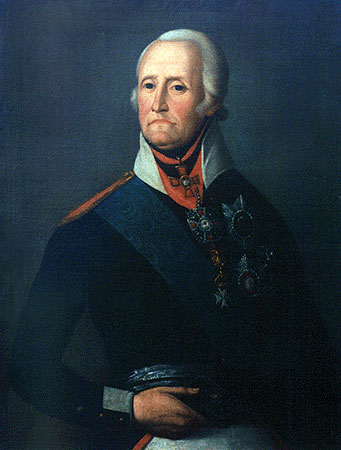
Andréi Rosenberg

Una fuente afirma que los franceses sufrieron 617 bajas en Bassignana. Suvórov constató que sus soldados sufrieron 992 bajas. Chasteler estimó las pérdidas rusas en 1.500, mientras que MacDermott creía que las bajas rusas eran de casi 2.000. El número de combatientes rusos se estimó en 7.000. Una segunda fuente declaró que los franceses perdieron 600 hombres entre muertos, heridos y desaparecidos de un total de 12.000 hombres. De un total de 3.500 soldados, los rusos tuvieron 333 muertos y 659 heridos (992 en total), más 300 hombres y dos cañones capturados. Una tercera fuente informó que el general francés de la brigada Quesnel resultó herido y que los franceses capturaron cuatro cañones. Los rusos perdieron a un coronel y a otros seis oficiales, el mayor general Chubárov, dos coroneles, dos tenientes coroneles, cinco mayores y 50 oficiales menores resultaron heridos. Chubárov tenía 1.296 soldados, Dalheim dirigía 1.409 soldados, Milorádovich tenía 2.095 hombres y Zhúkov estaba al mando de 1.475 soldados.
Era impensable culpar oficialmente al hijo del zar, Constantino, por la debacle. Rosenberg escribió a Suvórov: "Como subordinado acepto mi culpa sin ninguna excusa. Pero si Su Excelencia se toma la molestia de investigar…" Suvórov inventó una orden aquel día que siguió al relato de Rosenberg, afirmando que la orden de retiro llegó demasiado tarde. Luego elogió a sus soldados, afirmando que tenían la victoria a su alcance cuando alguien golpeó la señal para retirarse en el tambor. El comandante ruso luego encontró fallas en la operación abortada de Vukassovich. Finalmente, Suvórov mantuvo una entrevista privada con Constantino tras la cual el gran duque salió con lágrimas en los ojos. Al final, Suvórov arremetió contra el desafortunado ayudante de campo de Constantino, amenazándolo con enviarlo a casa si permitía que el gran duque se metiera en más problemas.
Moreau vio que el ejército de Suvórov estaba dividido por el Po, con la mayoría de los rusos en la orilla norte y la mayoría de los austriacos en la orilla sur. Concentró la mayor parte de su ejército cerca de Alessandria y envió a Vioctor con una fuerza de reconocimiento al este hacia Tortona el 16 de mayo. Esto resultó en una victoria aliada en la Primera Batalla de Marengo.